# Запрян Раков
Запрян Иванов Раков (роден на 4 януари 1962), наричан по прякор Панчо, е бивш български футболист, защитник. Основна фигура в Ботев (Пловдив) през 80-те и 90-те години на ХХ век. Играл е също в Спартак (Пловдив), Марица (Пловдив) и Олимпик (Галата). Общо в А група има 403 мача с 9 гола, от които 359 мача и 6 гола са с екипа на Ботев.

## Кариера
Играл е за Ботев (Пловдив) (1983 – 1993, 1995/пр., 1997/пр., 1998 – 1999/ес., 359 мача и 8 гола), Спартак (Пловдив) (1993 – 1994, 14 мача с 2 гола в А група и 29 мача с 5 гола в Б група), Марица (1995 – 1996, 15 мача в А група и 26 мача с 3 гола в Б група) и Олимпик (Тетевен) (1997/ес., 15 мача и 1 гол). С Ботев (Пд) е вицешампион през 1986, бронзов медалист през 1985, 1987, 1988, 1993 и 1995, финалист за купата на страната през 1984, 1991, 1993 и 1995, трето място през 1985 и полуфиналист през 1989 и 1992 г. В А група има 403 мача (трети в ранглистата на Ботев и осми за първенството) и 11 гола. В евротурнирите за Ботев (Пд) е изиграл 20 мача (4 за КНК и 16 в турнира за купата на УЕФА). Има 26 мача и 1 гол за националния отбор. Бивш помощник-треньор на Ботев (Пд). Собственик на пловдивското търговско дружество „Атлас инвест“ АД.